# Distrito de Delhi sudoeste
Delhi sudoeste es un distrito de India en el territorio capital nacional de Delhi. Código ISO: IN.DL.SW.
Comprende una superficie de 395 km².
El centro administrativo se encuentra en Vasant Vihar.

## Demografía
Según censo 2011 contaba con una población total de 2 292 363 habitantes.